# John Nield
John Nield, né le 25 août 1843 à Wazemmes et mort le 21 janvier 1871 à Paris, est un dessinateur français.

## Biographie
Né le 25 août 1843 à Wazemmes (commune annexée par Lille en 1858), John Nield est le fils d'un couple d'Anglais, Grace Borrows (1805-1849) et John Nield (vers 1793-1846), contremaître de filature.

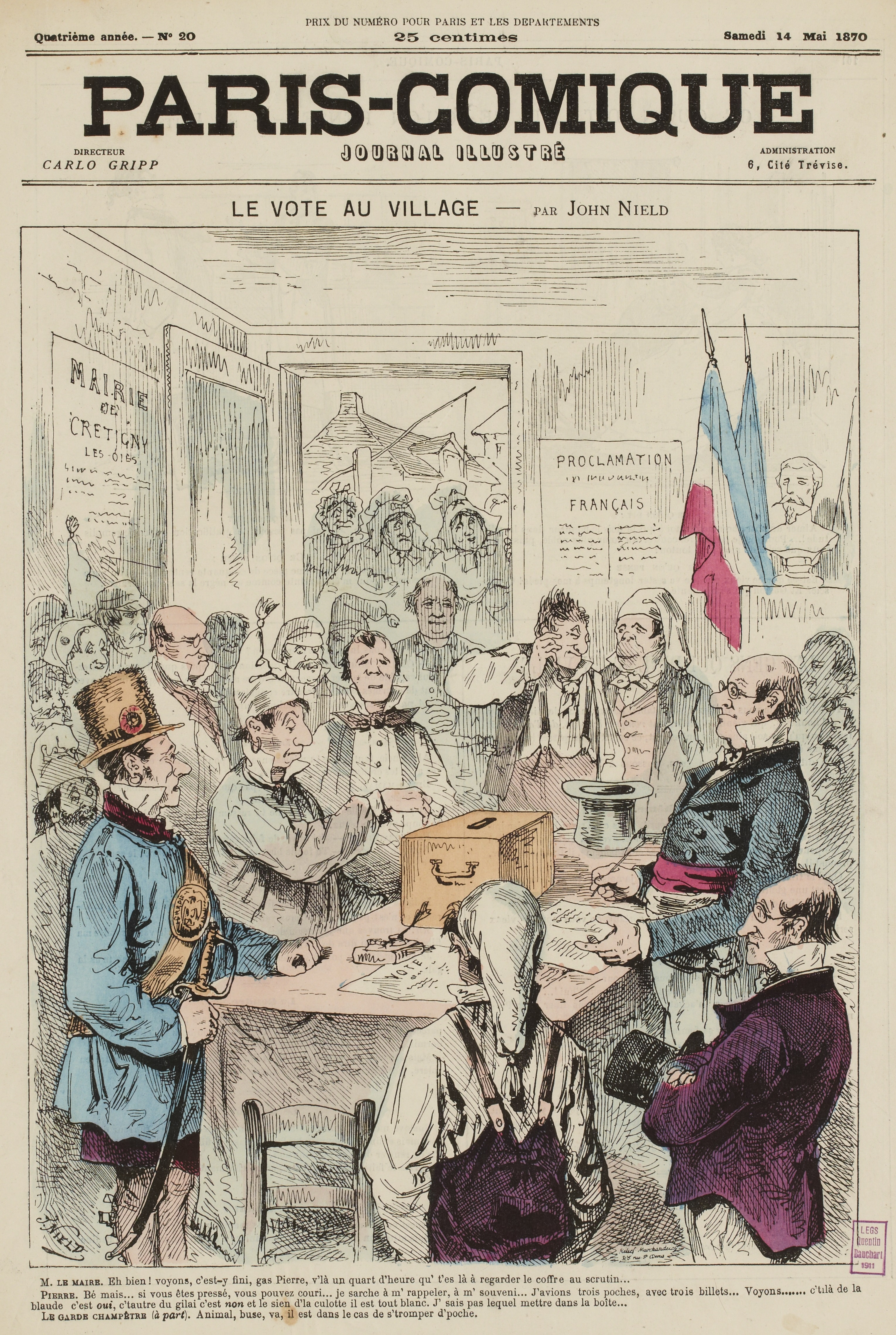
Le vote au village, dessin satirique de Nield à propos du plébiscite du 8 mai 1870 (Paris-Comique, 14 mai 1870)

À la fin du Second Empire, Nield signe des dessins humoristiques dans plusieurs revues satiriques. Il collabore notamment à L'Image, qui devient le Paris-Comique en janvier 1869, et à l'édition populaire de ce dernier magazine, Le Petit journal comique. Cette collaboration se poursuit après le mois de septembre 1870, quand le Paris-Comique fusionne avec L'Esprit follet,. Il dessine également pour L'Eclipse en 1870.
John Nield meurt le 21 janvier 1871 en son domicile du no 51 de la rue La Fayette. Son acte de décès est signé par les dessinateurs Léopold Léger et Léon Courson (1847-1929), ce dernier étant le beau-frère du défunt.